# Древнейшие государства Восточной Европы
«Древнейшие государства Восточной Европы» — серійне (щорічне) видання, присвячене проблемам історії, міжнародних зв'язків і культури Київської Русі й сусідніх держав і народів Східної Європи, а також зарубіжному джерелознавству історії Східної Європи. Видається від 1976 (мало назву "Древнейшие государства на территории СССР"). Засноване членом-кореспондентом АН СРСР В.Пашутом. Від 1985 відповідальний редактор – член-кореспондент АН СРСР А.Новосельцев, од 1997 – доктор історичних наук О.Мельникова. Нині друкується центром "Восточная Европа в античном и средневековом мире" Інституту загальної історії РАН. Кожний том присвячено певній темі або аспектові загальної проблематики серії (дискусійні питання утворення Давньоруської держави; нові дослідження в нумізматиці; Північне Причорномор'я в античності; питання джерелознавства та ін.).